# 피닉스 FC
피닉스 FC(Phoenix Football Club)는 미국 애리조나주 템피를 연고지로 하던 프로 축구팀이다. 2013년 유나이티드 사커 리그 소속으로 참가했다.

## 역대 홈경기장
| 경기장                | 사용기간 | 장소              | 팀명      | 비고 |
| --------------------- | -------- | ----------------- | --------- | ---- |
| 선데블 사커 스타디움  | 2013년   | 애리조나주 템피   | 피닉스 FC | 빈칸 |
| GCU 사커 스타디움     | 2013년   | 애리조나주 피닉스 | 피닉스 FC | 빈칸 |
| 리치 11 사커 콤플렉스 | 2013년   | 애리조나주 템피   | 피닉스 FC | 빈칸 |